# Atracheobionta
Le Atracheobionta o Atracheophyta, in passato confuse con le Embryophyta, sono una superdivisione appartenente al regno delle Plantae (sottoregno Viridiplantae infraregno Embryophyta) caratterizzate dalla assenza di vasi, dette per questo anche piante non vascolari, anche se possono comunque presentare tessuti vascolari non lignificati. 
Sono le piante terrestri più primitive, e come tali, sono caratterizzate anche dall'assenza di tessuti caratteristici delle piante più evolute, e di una vera e propria suddivisione in organi.
Probabilmente sono le prime piante capaci di evolversi in un ambiente terrestre, e le prime a sviluppare dei veri e propri embrioni, a differenza della maggior parte delle piante acquatiche.

## Caratteristiche
Sono dotate di cellule con parete, non lignificata. Lo sporangio, inoltre possiede columella.

## Tassonomia
Tale superdivisione comprende le seguenti divisioni:
- Anthocerotophyta (antocerote)
- Bryophyta (muschi)
- Marchantiophyta (epatiche)